# Ишкарово
Ишкарово (баш. Ишҡар) — село в Илишевском районе Башкортостана, административный центр Ишкаровского сельсовета.

## Географическое положение
Расстояние до:
- районного центра (Верхнеяркеево): 15 км,
- ближайшей ж/д станции (Буздяк): 122 км.

## История
Село было основано в начале XVIII века башкирами Еланской волости Казанской дороги на собственных вотчинных землях. Названо по имени башкирского старшины и тархана Ишкары Арасланова. 

## Население
| 2002 | 2009 | 2010 |
| ---- | ---- | ---- |
| 658  | ↘617 | ↘576 |

Национальный состав
Согласно переписи 2002 года, преобладающая национальность — башкиры (91 %).

## Религия
В селе есть мечеть Ихлас.

## Люди, связанные с селом
- Ахметов, Илюс Галимович (род. 13 ноября 1933) — инженер‑нефтяник. Доктор технических наук (1991), профессор (1994).
- Ишкара Арасланов — участник Крестьянской войны 1773—1775 годов, пугачёвский полковник. Тархан.
- Сиражетдинова, Фнуна Ханифовна (род. 15 февраля 1949) — певица. Народная артистка РБ (1994), заслуженная артистка БАССР (1989).